# Chorotegues
Els chorotegues són un grup ètnic de Nicaragua, Costa Rica i Hondures. Compta amb uns 750 membres.

## Història
Els chorotegues procedeixen de Mesoamèrica i s'estima que van arribar a Centreamèrica entre el segle vi i VII. Són considerats com el grup ètnic de cultura mesoamericana situat més al sud. En temps prehispànics també habitaven a l'orient del Salvador.
A Nicaragua, els chorotegues (dirianes i nagrandanos) es van assentar al vessant del Pacífic de Nicaragua, d'on van desplaçar a pobles pertanyents a cultures de l'Àrea Intermèdia. Al seu torn, més tard van haver d'enfrontar l'arribada dels nicaraos (nahua o niquiranos), poble d'idioma nàhuatl, els qui es van assentar també a Nicaragua, especialment a la regió de l'istme de Rivas a la vora del Gran Llac de Nicaragua o Cocibolca.
A Costa Rica, els pobles chorotega (nicoya, chomis, orotiña, zapandí, churuteca) van ocupar tota la península de Nicoya, la regió de Chomes en el marge oriental del golf de Nicoya, els dominis del cap Gurutina i les costes de l'ancorada de Tivives, regió que va ser coneguda amb el nom de Chorotega o Chorotega Vella i que va ser el límit de l'avanç de les cultures mesoamericanrs sl vessant del Pacífic.

## Origen
Algunes fonts usen el terme "Cholutega" com una forma alternativa de "Chorotega", la qual cosa ha conduït a certes especulacions (Kaufman, 2001) que proposa que els chorotegues eren els habitants originals de la ciutat de Cholula, quan van ser desplaçats pels pobles nahua. *Kaufman ha proposat per Chorotega una etimologia basada en el nàhuatl clàssic: chorotega < cholōltēcah que significa precisament ‘habitants de Cholula’. Això segueix sent una hipòtesi de Terrence Kaufman, ja que no existeix cap prova arqueològica ni lingüística que aconsegueixi comprovar-ho.

## Cultura
Malgrat l'existència de trets indígenes en la cultura dels matambuseños, com la construcció de ranxos de fusta i palma, és poc l'encara es manté de la molt rica cultura que van tenir els chorotegues i que es coneix parcialment a través de les excavacions arqueològiques i de les cròniques colonials.

### Idioma
El chorotega actualment està gairebé extint. Forma part de la branca mangue de l'otomang, la qual cosa és una evidència de l'origen del nord (Mèxic) d'aquest grup humà. Els idiomes de la família otomang es parlen principalment a Mèxic, però la presència del chorotega, el subtiaba i el chiapaneca tan al sud es deu probablement a les migracions provocades subsegüentment a l'establiment dels pobles nahua en el centre de Mèxic (Kaufman, 2001, pàg 3.
Algunes paraules en el seu idioma són les següents:
| Chorotega  | Català   |
| ---------- | -------- |
| nyua       | home     |
| ngumu      | mare     |
| niyujui    | esposa   |
| diri, tiri | muntanya |
| nequepio   | terra    |
| nambi      | gos      |
| nangue     | tigre    |
| zu punah   | parí     |
| yazrah     | hoy      |
| grote      | foc      |
| namboru    | pinol    |
| yahuayor   | ou       |

### Religió
Llur religió és politeista, i llurs déus principals són 
Tipotani,
Nenbithía i
Nenguitamali.